# Zagorje (Posušje, BiH)
Zagorje je naseljeno mjesto u općini Posušje, Federacija Bosne i Hercegovine, BiH.

## Zemljopisni položaj
Nalazi se u zapadnom dijelu općine, sjeverno od Vira. Omeđeno je Zavelimom sa sjeverozapada i sjevera te Kobilićem na jugu (između Zagorja i Vira). Kroz Zagorje teče rijeka Žukovica koja izvire iz Zavelima te dolinu omeđenu brdima čini jako plodnom i pogodnom za poljoprivredu. U podnožju Zavelima također izviru mnogi izvori (Zavelim je planina bogata vodom).
Što se tiče granica između sela (na temelju katastarskih općina) Zagorje graniči sa selima Vir, Zavelim i Vučipolje u Posušju te selima Vojkovići (Roško polje) i Mesihovina u Tomislavgradu.

## Stanovništvo

### Popisi 1971. – 1991.
| Zagorje            |              |                |              |
| godina popisa      | 1991.        | 1981.          | 1971.        |
| Hrvati             | 978 (98,48%) | 1.079 (99,81%) | 1.112 (100%) |
| Srbi               | 0            | 1 (0,09%)      | 0            |
| Muslimani          | 0            | 0              | 0            |
| Jugoslaveni        | 0            | 0              | 0            |
| ostali i nepoznato | 15 (1,51%)   | 1 (0,09%)      | 0            |
| ukupno             | 993          | 1.081          | 1.112        |

### Popis 2013.
| Zagorje            |            |
| godina popisa      | 2013.      |
| Hrvati             | 694 (100%) |
| Srbi               | 0          |
| Bošnjaci           | 0          |
| ostali i nepoznato | 0          |
| ukupno             | 694        |

### Vjerske znamenitosti
Crkva "Gospe od zdravlja" je građena od 1980.godine, na Pločama, supatron župe je je sv. Luka, a kum crkve je bio Mile Bešlić Pandžić. Do gradnje zagorske crkve Zagorani su pripadali župi Vir.
Groblje Jabuke je staro zagorsko groblje, što dokazuje velik broj stećaka
Groblje sv. Ilija je malo i novije groblje, nalazi se u zaseoku Bešlića dolac.
Kapela poredputašica s kipom Gospe Lurdske ima posebnu povijest u Zagorju. Kapela je 2020 godine obnovljena, obnovili su je Zagorani sa svojim župnikom don.Jokom. Prilikom obnove kapele na kamen iznad same kapele postavljen je kip Bezgriješnog Začeća Djevice Marije na visini od oko 30m od poda, te je dostavljen veliki kamen koji služi kao oltar. Blagoslov kipa, oltara i obnovljene kapelice je predvodio biskup Ratko Perić 31.05.2020., a don Joko je govoreći o kapelici podsjetio kako je nekoć bila stara kapelica oko 150 metara dalje uz Žukovicu od današnje. Godine 1952. nabujala ju je Žukovica odnijela. Od kapelice nije ostao ni kamen na kamenu, a voda je donijela neoštećen porculanski kip sve do Ričica. „Jedan Lažeta ga izvadi iz vode, a pokojni Pere Petričušić odavde ode i vrati ga tamo odakle je krenuo“, priča don Joko. Potom je na istom mjestu sagrađena nova kapelica. „Svijet je dolazio, hrlio, ona je bila obnovljena. 1982. godine određeno je da se cesta gore širi, pa je kapelica ovdje sagrađena, kip prenešen, a ona gore zaravnana“, nastavlja don Joko. Raspitivao se tko je gradio kapelicu, no doznaje da to nije učinio nitko od seljana. Dolazi do zaključka da je to učinila učiteljica Henrieta Benaček, koja je vodila i brigu o kapelici koliko je mogla i koliko je smjela u ono vrijeme, a vjerojatno je dala napraviti i prvu te donijela Gospin kip kao spomen na svoju pokojnu kći Mariju. Osim prosvjetnim, bavila se i prosvjetiteljskim radom. Spomen na nju Zagorani dobro čuvaju. Rođena je u Innsbrucku u Austriji, a umrla u Zagorju i pokopana na groblju Jabuke.

## Šport
- U Zagorju je 2006. napravljen sportski centar pod nazivom "Toni Petričušić" i na njemu se od tada organizira tradicionalni malonogometni turnir "Mate Bešlić-Matko".

## Vanjske poveznice
- Satelitska snimka  Arhivirana inačica izvorne stranice od 8. kolovoza 2020. (Wayback Machine)